# Per Olof Sundman
Per Olof Sundman (Vaxholm, 4 september 1922 – Stockholm, 9 oktober 1992) was een Zweeds schrijver en politicus.

## Biografie
Per Olof Sundman, geboren in Vaxholm, was in zijn jeugd lid van Nordisk Ungdom, een nazi-organisatie die bestond van 1933 tot 1950. Na de Tweede Wereldoorlog sloot hij zich aan bij de Centerpartiet en werd hij verkozen in de Rijksdag. Hij is erin geslaagd zijn nazi-verleden te verbergen tot aan zijn dood. 

Sundman publiceerde in 1957 zijn eerste boek, een bundel kortverhalen genaamd Jägarna, en werd algauw zowel nationaal als internationaal een behoorlijk succesvol schrijver. Zijn schrijfstijl werd weleens vergeleken met die van Ernest Hemingway. In 1968 kreeg hij de Literatuurprijs van de Noordse Raad. Hij werd in 1975 lid van de Zweedse Academie.

## Nederlandse vertalingen[3]
- De waarnemer en andere verhalen (Jägarna)
- Het verhaal van Såm (Berättelsen om Såm )
- De expeditie (Expeditionen)
- De barre pooltocht (Ingenjör Andrées luftfärd)
- Twee dagen, twee nachten (Två dagar, två nätter)